# 198. Division
Die 198. Division sind folgende militärische Einheiten auf Ebene der Division:

## Infanterie-Divisionen
- 198. Infanterie-Division (Wehrmacht)
- 198. Division (Volksbefreiungsarmee), gehörte zur 66. Armee